# Гори, Серджо
Серджо Гори (итал. Sergio Gori; 24 февраля 1946, Милан — 5 апреля 2023, Сесто-Сан-Джованни, Ломбардия) — итальянский футболист, нападающий.

## Карьера
Родился 24 февраля 1946 года в Милане. Гори дебютировал в своём первом клубе «Интернационале» в 1964 году. Затем он был отправлен в «Виченцу» в обмен на Луиса Винисио. Вернулся в «Интер», а потом он был продан в «Кальяри» (вместе с Анджело Доменгини) в обмен на Роберто Бонисенью.
В 1970 году Гори успешно действовал с Луиджи Ривой и «Кальяри» завоевал скудетто. В том же году он принял участие в составе национальной сборной на ЧМ-1970, где завоевал серебряные медали.
В 1975 году перешёл в «Ювентус», где он выиграл свой четвёртый чемпионат Италии. Он закончил свою карьеру в «Вероне».
Умер 5 апреля 2023 года в возрасте 77 лет.